# يوشيماسا هيرايكي
	يوشيماسا هيرايكي (平池芳正 Hiraike Yoshimasa) هو مخرج الأنمي الياباني.  تعاون مع المخرج الشهير جونيتشي ساتو في سلسلة مثل أريا، نجمة كاليدو وPrétear.

## أنيمي المشاركة في
- آريا الطبيعية: سيناريو القصة المصورة (الحلقة 15،22) ، الحلقة (مخرج الحلقة 15،22)
- إكسل ساغا: مخرج الحلقات (6، 12، 17، 22، 25)
- كوكري سان  [لغات أخرى]‏: مخرج
- Kaleido Star: مدير (الموسم 2) مساعد مدير
- Prétear: مخرج الحلقات (الحلقة 4،8)
- SaiKano: مخرج الحلقات
- كراسة الرسم ~كامل اللون~: مخرج الحلقات، مخرج المصورة
- الصياد : مخرج
- Vandread: المرحلة الثانية: مخرج الحلقات، مساعد المخرج
- العامل!!: مخرج، تكوين سلسلة
- Amagami SS: مخرج، تكوين سلسلة
- AKB0048: مخرج